# Václav Slezák
Václav Slezák (1893 – ) byl český fotbalista, útočník.

## Fotbalová kariéra
Začínal v SK Hradec Králové, odkud v roce 1924 přestoupil do SK Viktoria Žižkov. V nejvyšší soutěži nastoupil v roce 1925 za Viktorii Žižkov v 7 utkáních. Gól v lize nedal. V říjnu 1926 se vrátil do Hradce Králové, kde hrál až do roku 1933.

## Ligová bilance
| Ročník              | Zápasy | Góly | Klub               |
| ------------------- | ------ | ---- | ------------------ |
| Asociační liga 1925 | 7      | 0    | SK Viktoria Žižkov |
| CELKEM              | 7      | 0    |                    |